# جاي فارو
جاريد أنتونيو فارو (بالإنجليزية: Jay Pharoah) (بالإنجليزية: Jared Antonio Farrow) مواليد (14 أكتوبر، 1987)، ممثل وكوميدي أمريكي. إشتهر بدوره في برنامج المنوعات الكوميدي ساترداي نايت لايف على قناة «NBC»، إنضم للبرنامج خلال موسم 36 في 2010.

## نشأته
ولد فارو في تشيسابيك، فرجينيا، تخرج من مدرسة انديان ريفر الثانوية في 2005. إرتادَ جامعة تايدواتر الحكومية وجامعة فرجينيا كومونولث.

## وصلات خارجية
- جاي فارو على موقع IMDb (الإنجليزية)
- جاي فارو على موقع ألو سيني (الفرنسية)
- جاي فارو على موقع ميوزك برينز (الإنجليزية)
- جاي فارو على موقع أول موفي (الإنجليزية)
- جاي فارو على موقع قاعدة بيانات الفيلم (الإنجليزية)
- جاي فارو على موقع كينوبويسك (الروسية)